# Сан Веро Милис
Сан Веро Милис (итал. San Vero Milis) је насеље у Италији у округу Ористано, региону Сардинија.
Према процени из 2011. у насељу је живело 2072 становника. Насеље се налази на надморској висини од 14 м.

## Становништво
Према резултатима пописа становништва 2011. у општини је живело 2.526 становника.
| 1931. | 1936. | 1951. | 1961. | 1971. | 1981. | 1991. | 2001. | 2011. |
| ----- | ----- | ----- | ----- | ----- | ----- | ----- | ----- | ----- |
| 2.000 | 2.096 | 2.309 | 2.505 | 2.316 | 2.385 | 2.419 | 2.403 | 2.526 |